# Tuzantla, Michoacán de Ocampo
Tuzantla är en ort i Mexiko.   Den ligger i kommunen Tuzantla och delstaten Michoacán de Ocampo, i den södra delen av landet, 150 km väster om huvudstaden Mexico City. Tuzantla ligger 655 meter över havet och antalet invånare är 16 305.
Terrängen runt Tuzantla är huvudsakligen kuperad, men åt sydväst är den platt. Runt Tuzantla är det glesbefolkat, med 20 invånare per kvadratkilometer. Tuzantla är det största samhället i trakten. I omgivningarna runt Tuzantla växer huvudsakligen savannskog.